# Koncern
Koncern – forma organizacji, skupiająca przedsiębiorstwa o odrębnej osobowości prawnej należące do jednego właściciela.
Koncern powstaje na skutek koncentracji kapitału, dokonywanej zazwyczaj w drodze zakupu akcji lub udziałów innych przedsiębiorstw. Przedsiębiorstwa wchodzące w skład koncernu mają odrębną osobowość prawną i odrębne organy korporacyjne – w tym przede wszystkim odrębny zarząd. 
Wyróżnia się dwa rodzaje powiązań tworzących koncern:
1. koncern pionowy, w którym przedsiębiorstwa łączą się kolejno według technologicznych etapów produkcji;
2. koncern poziomy, grupujący przedsiębiorstwa jednej branży.